# Zvonimir Vukić
Zvonimir Vukić - em sérvio, Звонимир Вукић (Zrenjanin, 19 de julho de 1979) é um futebolista profissional aposentado sérvio, meia-atacante.

## Seleção nacional
Vukić estreou em jogos de seleções em partida contra o Azerbaijão pelas eliminatórias à Eurocopa 2004. O jogo, realizado na cidade montenegrina de Podgorica, ocorreu em 10 de fevereiro de 2003. Curiosamente, a estreia de Vukić foi exatamente na primeira partida da Sérvia e Montenegro,[carece de fontes?] seis dias após esse nome ser adotado em substituição à República Federal da Iugoslávia. Vukić representou a seleção servo-montenegrina na Copa do Mundo de 2006, onde seu único jogo foi precisamente a goleada de 6-0 para a Argentina. Não voltou mais a defender seu país, não jogando pela nova seleção da Sérvia.